# Paule Mink
Paule Mink (Clermont-Ferrand, 9 de noviembre de 1839 - París, 28 de abril de 1901),   nacida como Adèle Paulina Mekarska, fue una escritora, periodista y activista revolucionaria feminista y socialista francesa. Participó en la Comuna de París y en la Primera Internacional. Su seudónimo a veces se escribe Minck.

## Biografía

### Juventud
Paule Mink nació el 9 de noviembre de 1839, en Clermont-Ferrand, Francia. Su padre, el Conde Jean Nepomucène Mekarski, fue un oficial polaco que fue exiliado tras la fallida insurrección  polaca de 1830; era pariente del último rey polaco Estanislao II. Su madre era aristócrata, Jeanne-Blanche Cornelly de la Perrière. Los padres de Mink eran liberales ilustrados seguidores del socialismo utópico de Henri de Saint-Simon.  Fue instruida principalmente por tutores particulares. Tuvo dos hermanos, Louis y Jules; ambos participaron en el levantamiento polaco de 1863 y en la Comuna de París.
Según las palabras de la propia Paule Mink, fue su padre quien les inculcó a ella y a sus hermanos las ideas y principios que más tarde defendería. “Mi padre fue mi maestro e inspiración; lo que soy es gracias a él, a sus enseñanzas preceptos”. Mink se hizo republicana y opositora al régimen de Napoleón III en 1850, a la edad de 17 años, ya era una libre pensadora. Se casó con un aristócrata polaco, amigo de su padre, el príncipe Bohdanowicz, con quien tuvo 2 hijas, Anna y Wanda, pero el matrimonio acabó en divorcio. En 1867, se mudó a París, donde dio clases de idiomas y trabajó como costurera. También se asoció a organizaciones patrióticas polacas y a círculos socialistas revolucionarios.
En 1866 un grupo feminista llamado la «Société pour la Revendication du Droit des Femmes», comenzó a reunirse en la casa de André Léo. Entre los miembros se incluye a Paule Minck, Louise Michel, Eliska Vincent, Élie Reclus y su esposa Néomie, la Sra de Jules Simon y Caroline de Barrau. Maria Deraismes también participó. Debido a la amplia gama de opiniones, el grupo decidió enfocarse hacia el problema de la mejora de la educación para las niñas,
Mink se lanzó por primera vez a la lucha política en 1868, cuando empezó a hablar y escribir sobre los asuntos de la mujer y el socialismo. Estaba convencida de que la emancipación de las mujeres sólo podría llevarse a cabo a través de la abolición del capitalismo. Colaboró con el periódico La Démocratie , donde se encargaba de la política exterior, también escribió para el periódico La Réforme sociale y se unió a la Primera Internacional. Pero sus artículos eran enviados por correo postal y eran incluidos como artículos escritos por un hombre.  Por entonces nadie sabía que Paule Mink era una mujer.
Fue durante las reuniones públicas de París cuando Paule Mink se dio a conocer y tomó parte en la lucha de los últimos años del Segundo Imperio francés, por lo que fue perseguida y condenada dos veces. En aquel entonces ella escribía para dos periódicos  y fundó en París un periódico socialista que desapareció tras la publicación de unos pocos números.
Ella y su amiga André Léo fundaron la Société fraternelle de l’ouvrière (Sociedad Fraternal del trabajador) que estaba basada en los principios mutualistas de Pierre-Joseph Proudhon.  Mink se convirtió en oradora incansable en las reuniones socialistas y feministas. También proporcionaba activamente ayuda a refugiados polacos del imperio ruso.

### La Comuna de París
En 1870, Napoleón III entró en guerra con Alemania. Tanto como patriota polaca como francesa, Paule Mink participó activamente en el esfuerzo bélico francés y aparentemente se distinguió hasta tal punto que fue condecorada la Legión de Honor. Sin embargo, su amor por Francia no hizo caer su oposición a Napoleón III y rechazó la medalla. Durante el conflicto no participó portando las armas, sino primero como inspectora de ambulancias (ya que tenía conocimientos de medicina), después como mensajera. Con el fin de La Guerra Franco-prusiana y la caída de Napoleón III en 1870, Paule Mink participó activamente en la defensa de la ciudad sitiada. Apoyó el levantamiento de la Comuna de París y se distinguió como  prominente orador revolucionario en los clubes republicanos de St. Sulpice y Nôtre Dame. Fue miembro del Comité de Vigilancia de Montmartre y organizó una escuela gratuita para los pobres en la iglesia de St.-Pierre. Con Louise Michel, André Léo, Nathalie Lemel, Anne Jaclard y otras mujeres feministas, organizó una Unión de Mujeres y participó en el comité de la Comuna sobre los derechos de la mujer, siempre con un mismo argumento: la lucha por el feminismo debía estar vinculada a la lucha por el socialismo. Paule Mink también realizó varias visitas a provincias para obtener apoyo para la Comuna de París en otras ciudades; logrando burlar el asedio alemán, lo cual hizo que Mink no estuviera presente en la Semana sangrienta (Semaine sanglante) y la supresión de la Comuna. Así es como logró escapar de Francia.

### Regreso a Francia
Al igual que muchos refugiados de la Comuna de París, Paule Mink se estableció en Suiza durante 9 años, donde se asoció con el líder anarquista James Guillaume. Allí asistió al quinto Congreso Internacional de Paz en Lausana. Pero, a pesar de su asociación con los seguidores anarquistas de Bakunin, ella no era anarquista, si bien cercana a muchos refugiados seguidores de Blanqui, con quienes había colaborado durante la Comuna, como también leía los escritos de Karl Marx .
En 1880, una amnistía general permitió a Mink regresar a Francia, momento en el que participó en la fundación del Partido Obrero Francés  (POF), dirigido por Jules Guesde y Paul Lafargue. Asistió al primer congreso de POF en Le Havre como delegada para los trabajadores de Valence, donde provocó un alboroto durante la sesión al intentar leer una protesta ante la tribuna, de forma que entre gritos y peticiones de expulsión, la sesión fue cancelada sin que pudiera leer la protesta.
En poco tiempo, tuvo problemas con las autoridades francesas. En 1881 fue encarcelada por su papel en una manifestación en defensa de la refugiada rusa Guesia Guelfman en Marsella. Como Mink fue considerada formalmente ciudadana del imperio ruso (a pesar de haber nacido en Francia), el gobierno francés amenazó con deportarla a Rusia, lo que hubiera sido un desastre. Para evitar esto, se casó con un compañero revolucionario, el mecánico Maxime Négro con quien tuvo dos hijos más cuyos nombres revelan sus simpatías políticas: Lucifer-Blanqui-Vercingetorix-Révolution (que nació en 1882 y murió en la infancia) y Spartacus-Blanqui-Révolution (nacido en 1884, rebautizado como Maxime por un tribunal civil).
En algún momento de la década de 1880, Mink dejó el POF para unirse al Partido Socialista Revolucionario de Édouard Vaillant. En 1882 se llevó a cabo en Montpellier el primer festejo del movimiento comunista, donde Paule Mink abrió la sesión y habló de la organización del proletariado en favor de la revolución social. En los siguientes años Mink se dedicó a ofrecer conferencias en favor del libre pensamiento y trató el tema de la influencia del clero en la decadencia de los pueblos. En 1892, fue nombrada representante de la revista Question sociale (Cuestión social), para participar en el congreso de Libre-pensadores, desarrollado en Madrid, aunque  no pudo participar en las reuniones al llegar a Madrid el mismo día que éstas fueron suspendidas por el gobierno de Cánovas. No obstante, asistió al banquete ofrecido por los republicanos en Madrid, donde se pronunció a favor del uso de la fuerza para lograr el triunfo de los ideales republicanos.
En 1897 ayudó a fundar el diario feminista La Fronde, con Marguerite Durand y otras personas más. Además de su periodismo y su activismo político, escribió historias, poemas y obras de teatro. Dos de sus obras se representaron en el Théâtre Social en 1893. También fue una de las fundadoras de la organización feminista Solidarité des femmes a la que perteneció hasta 1900. Ese año, Mink presentó su candidatura para las elecciones de París por el VI arrondissement mas fue rechazada por el prefecto del Sena mediante una carta oficial. No obstante, continuó con la candidatura como un acto en favor de la igualdad política de la mujer.  También este año realizó otro acto de protesta cuando rechazó prestar juramento durante un proceso judicial, acción que justificaría por medio de una carta publicada en La Lanterne donde argumenta que no todos en Francia eran cristianos y denuncia la violación de consciencia.  
Paule Mink murió el 28 de abril de 1901 en París. Sus restos fueron quemados y enterrados en el cementerio de Père-Lachaise. Su funeral fue la ocasión para una gran manifestación de socialistas, anarquistas y feministas y terminó en una pelea violenta con la policía.

## Obras
-Les mouches et les araignées, Paris, 1869. Texto impreso.
-Les femmes et le premier mai, La Petite République, 1 de mayo de 1895. Manuscrito
-Le travail des femmes, 13 de julio de 1868. Discurso dicho por Paule Mink en la reunión pública de Vauxhall. París. Impresión de A. Lévy 1868